# Baltasar Garzón Real
Baltasar Garzón Real (Torres, Jaén, 26 d'octubre de 1955) és un magistrat andalús, jutge titular del Jutjat Central d'Instrucció número 5 fins a l'any 2010. Aquests jutjats investiguen els delictes l'enjudiciament dels quals correspon a l'Audiència Nacional, tribunal espanyol que enjudicia en primera instància alguns delictes de major rellevància.
En 2010 va rebre el premi Christa Leem del col·lectiu progressista català Un dels nostres.

## Casos més rellevants
Garzón va esdevenir internacionalment conegut en promoure una ordre d'arrest contra l'exdictador xilè Augusto Pinochet per la mort i tortura de ciutadans espanyols durant el seu mandat, i per crim contra la humanitat, basant-se en l'informe de la Comisión chilena de la verdad (1990-1991) i en el cas Caravana de la Muerte instruït a Xile pel jutge Juan Guzmán Tapia. Garzón ha manifestat reiteradament el seu desig d'investigar també l'ex-secretari d'Estat estatunidenc Henry Kissinger en relació amb la instauració de les dictadures de la dècada de 1970 a Amèrica Llatina en el que es va anomenar l'Operació Còndor. Garzón així mateix va obrir la possibilitat que s'aixequessin a Espanya càrrecs de genocidi contra funcionaris argentins per la desaparició de ciutadans espanyols durant la dictadura argentina de 1976-1983. A l'abril de 2001, va sol·licitar al Consell d'Europa desaforar al llavors primer ministre d'Itàlia, Silvio Berlusconi, membre de l'assemblea parlamentària del Consell. Al desembre de 2001, Garzón va engegar una investigació dels comptes a l'estranger del segon banc més gran d'Espanya, BBVA, per suposats delictes de blanqueig de diners. El gener de 2003, el magistrat va criticar acrement el govern dels Estats Units per la detenció de sospitosos d'Al-Qaida a la badia de Guantánamo, Cuba. També va fer una campanya intensa contra la guerra de l'Iraq del 2003. També va ordenar l'arrest de Osama bin Laden, cap de la xarxa terrorista Al-Qaida.

## Actuacions a Espanya
Va investigar Jesús Gil, antic alcalde de Marbella i propietari del Club Atlético de Madrid, per corrupció. Així mateix, ha dirigit importants operacions contra el tràfic de drogues, especialment a Galícia.
Les seves investigacions contra el terrorisme van contribuir també a denunciar les accions de José Barrionuevo, Ministre d'Interior del Partit Socialista Obrer Espanyol (PSOE), en relació amb els Grups Antiterroristes d'Alliberament (GAL), l'anomenada "guerra bruta" contra el terrorisme. Aquest va ser un dels factors que va dur a la derrota del PSOE a les eleccions de 1996. Garzón ha investigat també l'organització armada Euskadi Ta Askatasuna (ETA) i el seu suposat entorn.
- El 16 de febrer de 1988. Pren possessió del Jutjat Central número 5 i es fa càrrec de la investigació oberta pel jutge Francisco Castro Meije en el cas del subcomissari de policia José Amedo Fouce i la seva presumpta pertinença als GAL.

- Entre el 29 de juny i el 9 de desembre de 1992 és codirector i jutge instructor de l'operació on trenta-vuit persones van ser detingudes per la Guàrdia Civil en territori català, acusades de col·laboració amb banda armada (Terra Lliure). El cap de la Guardia Civil era Luis Roldán, es va aplicar la Legislació Antiterrorista i l'anomenada "llei Corcuera" de recent aprovació. Aquesta operació va acabar amb desenes de denúncies per tortures practicades per la Guàrdia Civil, mentre els detinguts estaven a les comissaries per ordre del jutge Baltasar Garzón. Aquesta operació es coneix com l'Operación Garzón.

- El maig del 1993 obté l'acta de Diputat al Congrés per Madrid com a independent en la segona posició de les llistes del PSOE rere Felipe González.

- El maig de 1994 dimiteix dels càrrecs que tenia al Govern de l'Estat.

- El 17 de febrer de 1995 ordena presó incondicional per a l'exsecretari d'Estat Rafael Vera pel cas dels Fons Reservats.

- El 1998 va ordenar el registre de diverses seus de la Coordinadora d'Alfabetització i Euskaldunizació (AEK) i l'arrest del seu tresorer.

- La matinada del 14 de juliol del 1998 va ordenar el cessament d'activitats d'Orain SA, empresa basca de comunicació que gestionava el diari Egin i la seva estació radiofònica d'aquest últim, Egin Irratia. Acabada la instrucció de Garzón, el tancament va ser aixecat per l'Audiència Nacional, però Orain SA va quedar en fallida.

- L'octubre del 1998 i arran de les seves investigacions Suïssa retorna a Espanya prop de 300 milions de pessetes pertanyents als comptes dels expolicies Míchel Domínguez i José Amedo.

- Posteriorment va ordenar el cessament d'activitats de Zabaltzen i el tancament d'Egunkaria, l'únic diari que s'editava íntegrament en llengua basca, i la revista Ardi Beltza.[3] Aquests fets han estat durament criticats pels moviments de defensa de l'èuscar, que consideren que el tancament de periòdics atempta més contra la cultura basca que contra el terrorisme d'ETA.

- A l'octubre de 2002, va suspendre durant tres anys les operacions del partit Batasuna, considerant que formava part de l'entramat d'ETA.

- Així mateix ha investigat a altres organitzacions de l'anomenat Moviment d'Alliberament Nacional Basc (MLNV), com Xaki, Ekin, Jarrai, Haika i Segi, i a societats i organitzacions la vinculació de les quals amb el MLNV no està clara, com el cor musical Euskaria, al·legant que formen part de diversos fronts de l'entramat d'ETA.

- La Comissió de la veritat fou una proposta feta per Garzón per a crear un grup de treball que investigue els crims comesos durant la dictadura de Franco a l'Estat espanyol i durant la Guerra Civil espanyola.

- Poc després d'actuacions com esta, el jutge Baltasar Garzón seria inhabilitat per 11 anys en l'exercici del seu càrrec per autoritzar la intervenció de les comunicacions que van mantenir a la presó els caps de la trama Gürtel amb els seus advocats.[4]

## Carrera política
El 1993, després de diversos contactes amb membres rellevants del PSOE com José Bono i Felipe González (qui va ser presentat a Garzón pel primer), Garzón va prendre la decisió d'obrir un parèntesi en la seva carrera en la judicatura i endinsar-se en la política amb la ferma intenció de posar fi a la corrupció que semblava haver-se instal·lat en el govern socialista. El seu desig de veure's lliure de lligaments de partit i el fet de veure's solament depenent de qui ell considerava en aquells dies principal valedor d'aquest desig de regeneració democràtica (Felipe González), li va dur a sol·licitar la seva inclusió en les llistes electorals com número dos per Madrid, just darrere del President González. Després de la victòria electoral de 1993, va ser declarat cap d'un enfortit Pla Nacional contra les Drogues. No obstant això, i com era el número dos d'Interior, la constatació de la poca predisposició de la cúpula socialista a prendre mesures enèrgiques contra la corrupció, el van dur a l'abandonament de la política poc després que Juan Alberto Belloch es fes amb les regnes de la fusió dels ministeris de Justícia i Interior.